# Ricardo Aldrey
Ricardo Aldrey Rey (Santiago de Compostela, La Coruña, 27 de enero de 1965) es un exjugador de baloncesto español. Con 1.86 de estatura, su puesto natural en la cancha era el de base.

## Trayectoria deportiva
- Colegio La Inmaculada Santiago
- Obradoiro Santiago. Categorías inferiores
- 1982-87 Obradoiro Santiago
- 1987-94 C.B. OAR Ferrol
- 1994-96 CB Girona
- 1996-97 B.C. Andorra
- 1997-00 Abeconsa Ferrol
- 2000-01 Airtel Porriño